# خواستگاری کاری
خواستگاری کاری (انگلیسی: Business Proposal؛ کره‌ای: 사내맞선) مجموعه تلویزیونی محصول کره جنوبی بر پایهٔ وب‌تونی با همین نام اثر هه‌هوا است و آن هیو سوپ، کیم سه جونگ، کیم مین کیو و سول این آه در این مجموعه به ایفای نقش پرداختند. این مجموعه از ۲۸ فوریه تا ۵ آوریل ۲۰۲۲، روزهای دوشنبه و سه‌شنبه ساعت ۲۲:۰۰ (کی‌اس‌تی) از اس‌بی‌اس پخش شد. این مجموعه همچنین برای استریم در نتفلیکس قابل دسترسی است.

## خلاصه داستان
شین ها ری (کیم سه جونگ) به جای دوستش با هدف رد شدن توسط شریک احتمالی دوستش، به یک قرار بدون آشنایی قبلی می‌رود. اما نقشه‌ها به اشتباه پیش می‌روند، وقتی معلوم می‌شود که او کانگ ته مو (آن هیو سوپ) – مدیر عامل شرکت شین ها ری است و از او خواستگاری می‌کند.

## بازیگران

### اصلی
- آن هیو سوپ در نقش کانگ ته مو[۶]
  - پارک جه جون در نقش جوانی کانگ ته مو[۷]
- کیم سه جونگ در نقش شین ها ری[۸]
- کیم مین کیو در نقش چا سونگ هون[۹]
- سول این آه در نقش جین یونگ سو[۱۰]

## تولید
نقش اول زن شین ها ری در ابتدا به جو بو آه پیشنهاد شده بود. در ۱۶ مارس ۲۰۲۱، نقش اول مرد این مجموعه به آن هیو سوپ پیشنهاد شد. در ۱۰ ژوئن ۲۰۲۱، او حضور خود را در این مجموعه تأیید کرد. علاوه بر این، در ۵ مه ۲۰۲۱، به کیم سه جونگ پیشنهادی برای نقش اول زن داده شد و در ۲ اوت، حضور خود را در این مجموعه تأیید کرد.
در ۱۸ ژانویه ۲۰۲۲، تصاویر جلسهٔ فیلم‌نامه خوانی منتشر شد.